# مبدأ أوفباو
مبدأ أوفباو (عن الألمانية: Aufbau والمقصود بها «البنية» أو «البناء»، وبالإنجليزية: configuration) يتعلق بتتابع شغل مدارات الذرة أو أيون بإلكترونات. وهذا المبدأ ينص علي أنه يجب ملء مستويات الطاقة الأقل أولا قبل شغل المدارات (مستوى طاقة) ذات الطاقات الأعلى، أي يشغل المدار 1s قبل 2s في الذرة، والمدار 2s قبل 2p وهكذا، وذلك طبقاً لمبدأ استبعاد باولي. علاوة على ذلك يتحدد عدد الإلكترونات التي تشغل مدارا معيناً حسب قاعدة هوند، وذلك أنه في حال كان للمدارات الطاقة نفسها، فإن الإلكترونات تملأ المدارات الشاغرة المتوفرة بالأول قبل أن تقوم بالازدواج.

## توزيع الإلكترونات في الذرة

مستويات الطاقة في الذرة : الحالة العامة (أنظر مخطط عبارات).

يعتمد توزيع الإلكترونات في الذرة على مجموع العددين الكموميين n+l . وطبقا للمبدأ تنشغل المدارات ذات القيمة الصغيرة n أولا. كما تملأ المدارات ذات القيمة n+l الصغيرة أولا ثم يتبعها شغل المدارات ذات قيمة أكبر.
- {\displaystyle n}: عدد كم رئيسي
- {\displaystyle l}: عدد كم ثانوي
- وفي حالة وجود عدة قيم {\displaystyle n+l} متساوية، سيشغل المدار ذو القيمة الصغيرة أولا.[1][2]

وقد تبين هذا الترتيب في الذرات عن طريق المطيافية حيث تبين خطوط الطيف المنبعثة عند انتقال إلكترون من مستوى طاقة عالي إلى مستوى طاقة منخفض في أحد العناصر.
بناء على ذلك تنشغل مدارات الذرات بالإلكترونات طبقا للتتابع التالي (من اليسار إلى اليمين):
1s 2s 2p 3s 3p 4s 3d 4p 5s 4d 5p 6s 4f 5d 6p 7s 5f 6d 7p.
تسمى تلك المنظومة المعتمدة على طاقة الإلكترونات في الذرة «بمنظومة ماديلونغ»، وذلك نسبة إلى العالم إرفين ماديلونغ، وهو العالم الفيزيائي الذي أكتشف تلك القاعدة، وهي تنطبق على الذرات المتعادلة كهربائيا (أي ليست متأينة) والموجودة في حالتها القاعية للطاقة (أي ليست مثارة).

## اقرأ أيضا
- ذرة
- مخطط عبارات
- رمز تعبير
- نموذج بور